# Snow in Paradise
Pour plus de détails, voir Fiche technique et Distribution.
Snow in Paradise est un film britannique réalisé par Andrew Hulme, sorti en 2014.

## Synopsis
Dave, un petit voyou de Londres, est responsable de la mort de son meilleur ami. Rongé par le remords, il se convertit l'islam pour trouver la paix. Mais son passé refait surface.

## Fiche technique
- Titre : Snow in Paradise
- Réalisation : Andrew Hulme
- Scénario : Martin Askew et Andrew Hulme
- Musique : Kevin Pollard
- Photographie : Mark Wolf
- Montage : Barry Moen
- Production : Christine Alderson
- Société de production : Ipso Facto Productions, B Media Global, Back Up Media, Gloucester Place Films, Millbrook Pictures, National Lottery et Snow in Paradise
- Société de distribution : Le Pacte (France)
- Pays :  Royaume-Uni
- Genre : Thriller
- Durée : 108 minutes
- Dates de sortie : 
  -  France : 21 mai 2014 (festival de Cannes), 4 mars 2015
  -  Royaume-Uni : 13 février 2015

## Distribution
- Frederick Schmidt : Dave
- Martin Askew : oncle Jimmy
- David Spinx : Micky Young
- Aymen Hamdouchi : Tariq
- Claire-Louise Cordwell : Theresa
- Ashley Chin : Amjad
- Joel Beckett : Kenny
- Clive Brunt : Lee
- John Dagleish : Tony
- Ann Theato : la femme de Micky

## Distinctions
Le film a été présenté au festival de Cannes 2014 en section Un certain regard et été en compétition pour la Caméra d'or.